# Headlights (Eminem-Lied)
Headlights (englisch für „Scheinwerfer“) ist ein Lied des US-amerikanischen Rappers Eminem, bei dem der Refrain sowie In- und Outro von dem US-amerikanischen Sänger Nate Ruess gesungen werden. Der Song wurde am 5. Februar 2014 als fünfte und letzte Single aus Eminems achtem Studioalbum The Marshall Mathers LP 2 veröffentlicht.

## Inhalt
Das Stück handelt, wie schon frühere Tracks des Rappers, von Eminems schwierigem Verhältnis zu seiner Mutter Debbie Mathers. Im Gegensatz zu den anderen Liedern mit diesem Thema, wie beispielsweise Cleanin’ Out My Closet, stellt Headlights allerdings eine Entschuldigung des Künstlers dar.
Der Song beginnt mit dem Gesang von Nate Ruess, der aus Eminems Sicht zu dessen Mutter spricht. Er singt, dass er weiß, dass er sie enttäuscht habe, aber sie ihn nicht dafür verantwortlich machen könne, dass sein Vater die Familie verlassen hat. Der Refrain handelt davon, dass es ist wie es ist und vielleicht beide Seiten mit ihren Vorwürfen letztendlich zu weit gegangen sind. Eminem beginnt zu rappen und meint, dass er nie wirklich darüber nachgedacht habe, wen er mit seinen Songtexten verletzen könnte und kommt zu dem Schluss, dass es seine Mutter wahrscheinlich am meisten getroffen hat. Er berichtet von seiner Kindheit und vergleicht die damalige Beziehung zu seiner Mutter mit einem Wirbelsturm bzw. Atomkrieg. Sie habe immer Streit gesucht und ihn an Heiligabend aus der Wohnung verwiesen. Als das Jugendamt Eminems jüngeren Bruder Nathan aus der Familie nahm, habe er erst erkannt, dass seine Mutter ernsthaft krank sei. Im zweiten Vers entschuldigt sich Eminem, dass seine Mutter nicht dabei sein konnte, während ihre Enkel aufwuchsen. Besonders der Song Cleanin’ Out My Closet tue ihm heute leid und er werde ihn nicht mehr spielen. Eminem und sein Bruder Nathan würden ihr vergeben, weil sie letztlich ihr Bestes gab, um beide allein großzuziehen, während der Vater nie von sich hat hören lassen und sich nicht um seine Kinder kümmerte. Dieses Lied sei als Dank an seine Mutter entstanden, die gleichzeitig die Vaterrolle übernehmen musste. Im Outro singt Nate Ruess weiterhin aus Eminems Sicht von dem Wunsch nach einem neuen Leben, ohne Stress. Er habe nun seine letzten Sorgen verarbeitet und keine Angst mehr vor dem Tod, denn seine beiden Töchter würden ihn immer tragen.

## Produktion
Der Beat des Liedes wurde von den US-amerikanischen Musikproduzenten Emile Haynie und Jeff Bhasker produziert. Eminem selbst führte noch zusätzliche Änderungen durch. Es wurden keine Samples von Songs anderer Künstler verwendet.

## Musikvideo
Das Video wurde unter der Regie von Spike Lee gedreht und zum Muttertag am 11. Mai 2014 veröffentlicht.
Es ist aus der Sicht von Eminems Mutter Debbie Mathers gedreht und zeigt einen Rückblick auf die turbulente Beziehung zwischen Eminem und ihr. Zu Beginn des Videos bekommt Debbie einen offiziellen Brief von den Detroiter Behörden. Sie sieht sich im Fernsehen frühere Videos von Eminem an (Without Me, Cleanin’ Out My Closet), in denen er über seine Mutter herzieht. Anschließend fährt sie mit dem Auto zu seinem Anwesen und versucht Kontakt mit ihm aufzunehmen, doch das Wachpersonal am Tor lässt sie nicht vorbei. Wieder zu Hause schaut Debbie sich Fotoalben aus der Kindheit ihres Sohnes an und schwelgt in Erinnerungen. Sie schreibt Eminem einen Brief und bittet um eine zweite Chance. Als sie erneut zu dem Anwesen ihres Sohnes fährt, verlässt dieser gerade das Gelände mit seinem Auto. Beide steigen aus und umarmen sich. Am Ende des Videos antwortet Eminem seiner Mutter mit einem versöhnlichen Brief, der Auszüge des Songtextes von Headlights enthält.

## Single

### Chartplatzierungen
Headlights wurde lediglich zu Promotionszwecken als Single am 5. Februar 2014 im australischen Radio veröffentlicht. Am 4. März 2014 wurde das Lied auch für US-amerikanische Radiosender freigegeben. Infolgedessen stieg der Song bis auf Platz 45 in den US-amerikanischen Charts und hielt sich acht Wochen in den Top 100.
| ChartsChartplatzierungen       | Höchstplatzierung | Wochen |
| ------------------------------ | ----------------- | ------ |
| Vereinigtes Königreich (OCC)   | 66 (9 Wo.)        | 9      |
| Vereinigte Staaten (Billboard) | 45 (8 Wo.)        | 8      |

### Auszeichnungen für Musikverkäufe
Im Jahr 2018 wurde Headlights für mehr als eine Million Verkäufe in den Vereinigten Staaten mit einer Platin-Schallplatte ausgezeichnet. Zudem erhielt die Single im Vereinigten Königreich für über 200.000 verkaufte Einheiten eine Silberne Schallplatte.

| Land/Region                  | Auszeichnungen für Musikverkäufe (Land/Region, Auszeichnung, Verkäufe) | Verkäufe  |
| ---------------------------- | ---------------------------------------------------------------------- | --------- |
| Australien (ARIA)            | 2× Platin                                                              | 140.000   |
| Vereinigte Staaten (RIAA)    | Platin                                                                 | 1.000.000 |
| Vereinigtes Königreich (BPI) | Silber                                                                 | 200.000   |
| Insgesamt                    | 1× Silber · 3× Platin ·                                                | 1.340.000 |

Hauptartikel: Eminem/Auszeichnungen für Musikverkäufe